# Jozef Ninis
Jozef Ninis (* 28. Juni 1981 in Čadca) ist ein slowakischer Rennrodler.

## Werdegang
Jozef Ninis ist ein in Čadca lebender Sportlehrer. Seit 1991 ist er Rennrodler, seit 1996 gehört er dem slowakischen Nationalkader an. Im Rennrodel-Weltcup gab er in der Saison 2001/02 sein Debüt. Seine beste Platzierung erreichte Ninis 2017/18 mit dem zweiten Rang in Sigulda, im Gesamtweltcup ist der 11. Rang 2022/23 sein größter Erfolg.
Bei seinen ersten Weltmeisterschaften 2004 im japanischen Nagano wurde er 17. Ein Jahr später reichte es nur für den 38. Rang in Park City. Nachdem er in den Jahren davor nicht im Mannschaftswettbewerb eingesetzt worden war, trat er 2007 zusammen mit Miroslav Horvath, Jozef Kuchar und Veronika Sabolová an und erreichte den siebenten Platz. Im Einzelwettkampf hat er den 23. Rang erreicht. Bei den Rennrodel-Weltmeisterschaften 2008 in Oberhof erreichte Ninis sein bisher bestes WM-Ergebnis mit Platz 13. Den 18. Rang belegte er im Einzel bei den Weltmeisterschaften 2009 im US-amerikanischen Lake Placid, mit dem Team gelang ihm der fünfte Platz. In Cesana, Italien wurde er 2011 17., der Mannschaftswettkampf war auf Grund technischer Probleme abgesagt worden. Mit dem 14. Platz im Einzel- und dem neunten im Teamwettbewerb schloss Ninis die Rennrodel-Weltmeisterschaften 2012 in Altenberg ab.
Die Olympischen Winterspiele 2006 in Turin beendete Ninis als 22. Beim Rennrodelwettbewerb der Herren bei den Olympischen Winterspielen 2010 im kanadischen Vancouver erreichte er den 24. Platz.